# Acacia genistifolia
Acacia genistifolia là một loài thực vật có hoa trong họ Đậu. Loài này được Link miêu tả khoa học đầu tiên.

## Hình ảnh

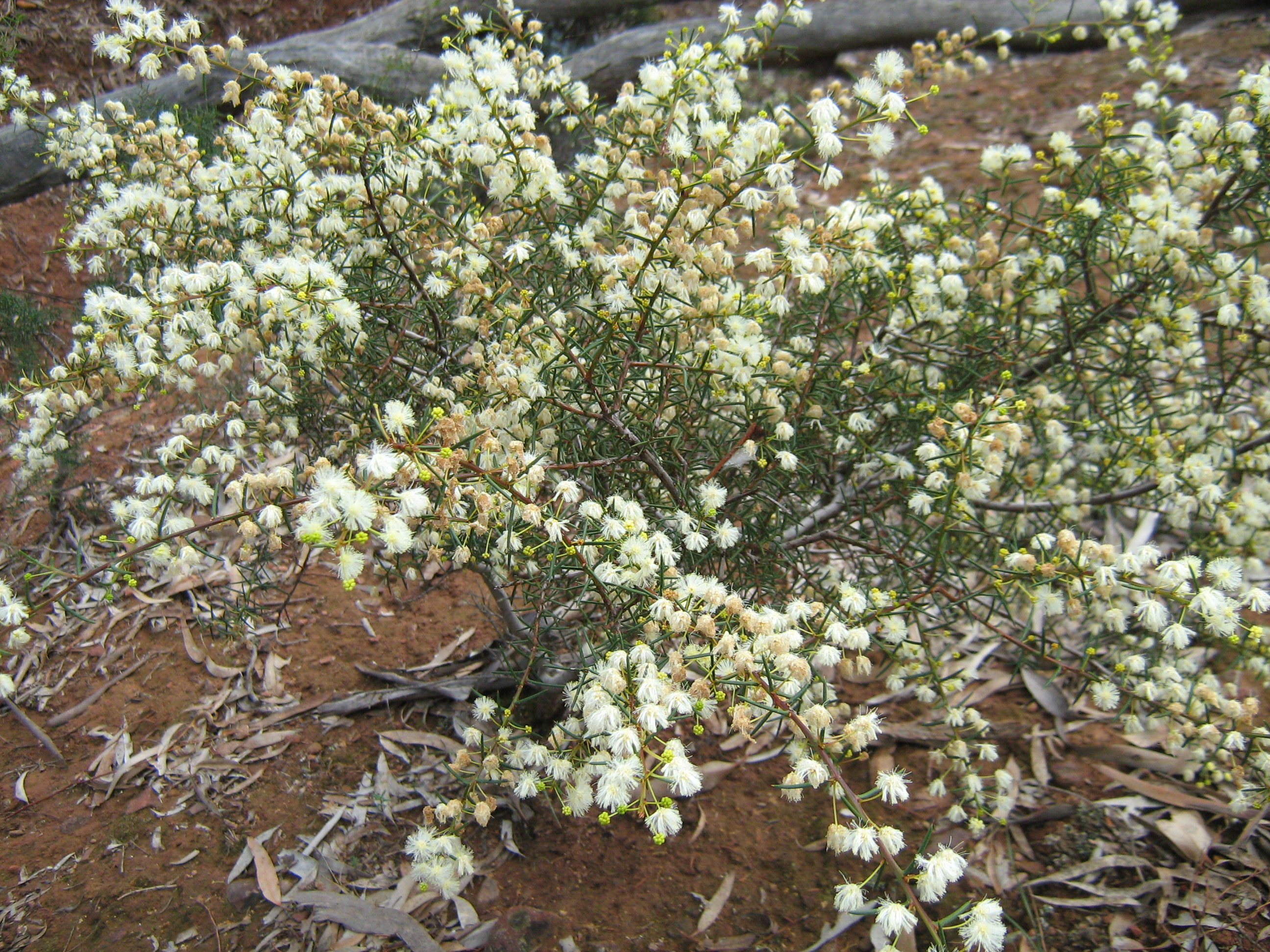
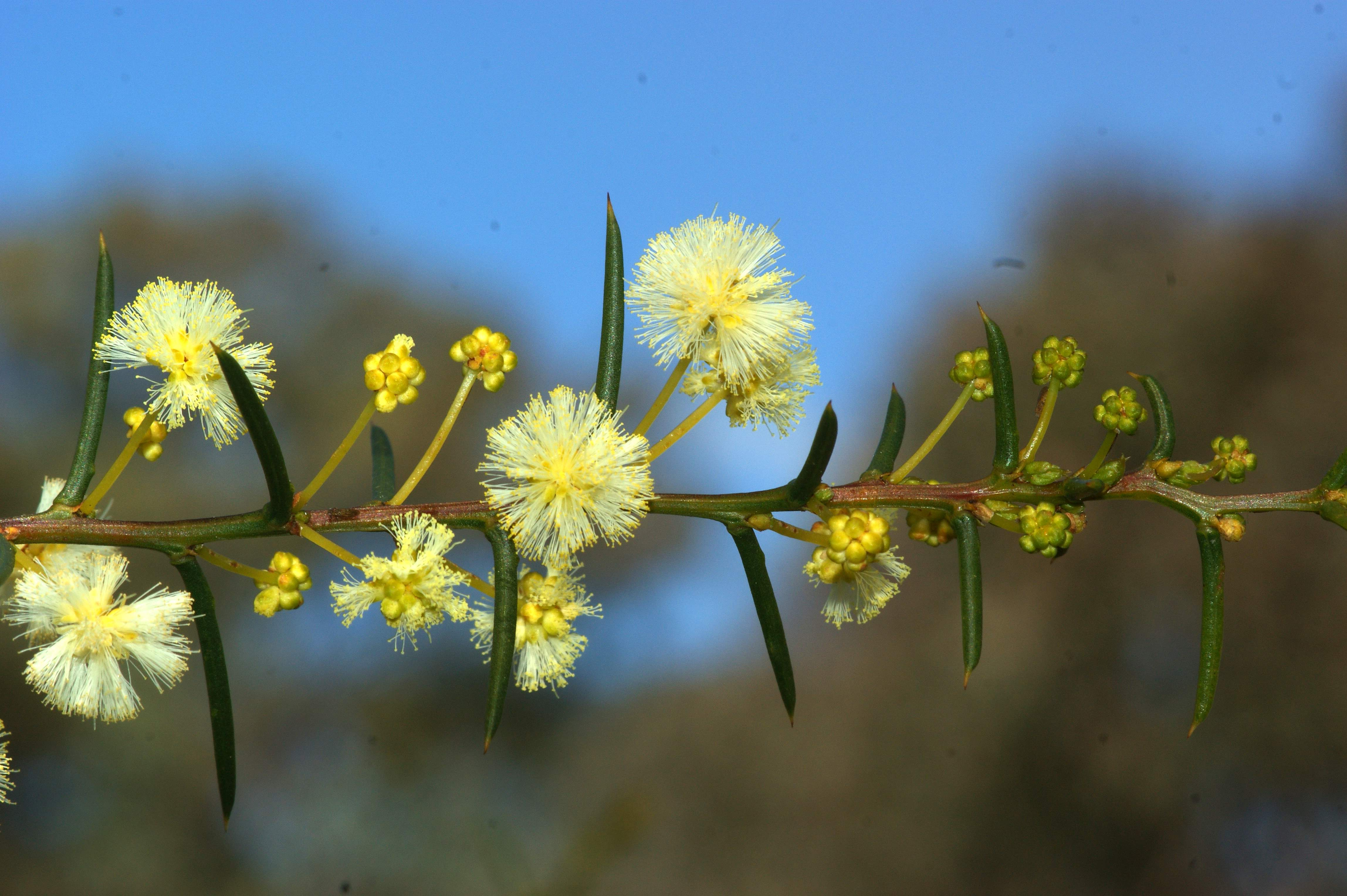
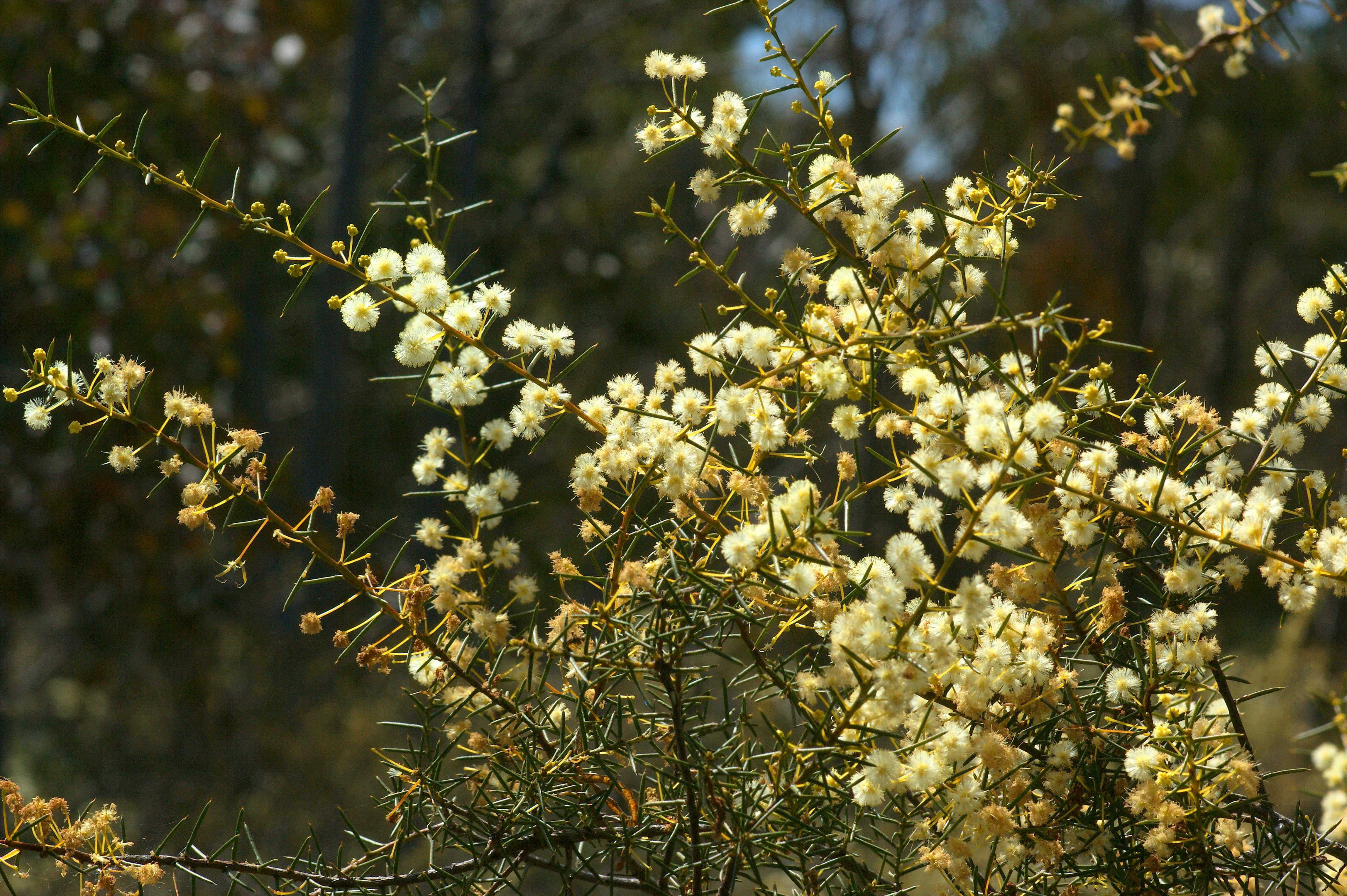